# Prix de la langue française (Académie française)
Ne doit pas être confondu avec Prix de la langue française.
Le prix de la langue française est un ancien prix annuel de littérature, créé en 1914 par l'Académie française et décerné pour la dernière fois en 1984. Il récompense les auteurs d'expression française en dehors des frontières de la France.

## Liste des lauréats
- 1914 : 
  - Alliance française
  - Collège Zi-Ka-Wei
- 1915 : 
  - École normale supérieure pour La Condition des ouvriers des arsenaux de la marine
- 1917 :
  - Missionnaires d’Afrique à Dakar pour l'ensemble de leurs œuvres
- 1918 : 
  - Bénédictines de Jérusalem pour Enseignement français et œuvres de bienfaisance
  - Bénédictins de Jérusalem pour Enseignement français et œuvres de bienfaisance
  - Dames de Sion, Pensionnat de jeunes filles pour Enseignement français et œuvres de bienfaisance
  - Dominicains de Jérusalem pour Enseignement français et œuvres de bienfaisance
  - Les Frères des écoles chrétiennes de Jérusalem pour Enseignement français et œuvres de bienfaisance
  - Pères Blancs de Jérusalem pour Enseignement français et œuvres de bienfaisance
  - Pères de Ratisbonne pour Enseignement français et œuvres de bienfaisance
  - Sœurs de la charité de Jérusalem pour Enseignement français et œuvres de bienfaisance
  - Sœurs de Saint-Joseph-de-l'Apparition pour Enseignement français et œuvres de bienfaisance
- 1919 : 
  - Alexis Lemaître
- 1920 : 
  - Athénée français de Tokyo
  - R.P. Henri Lebon pour Enseignement des Marianistes au Japon
  - Louis Peltier pour Salle française à Bombay
  - Kornelis Jacobus Riemens pour Esquisse historique de l’enseignement du français en Hollande, du XVIe au XIXe siècle
- 1921 : 
  - Jean Charbonneau pour Des influences françaises au Canada
  - Aline David pour Enseignement du français au collège des Mines à Sarrelouis
  - S. Kadoorie pour Enseignement du français dans les écoles de Bagdad
  - Pr. Charles-A. Martin pour Enseignement à l’Université de Glasgow
- 1922 : 
  - Collège français de l'Assomption pour Ensemble de son œuvre
  - Henri d'Arles pour Histoire de l’Acadie, d’Edmond Richard
  - Institution Delavrancea à Bucarest pour l'ensemble de son œuvre
  - Sophie Klein pour l'ensemble de son œuvre
  - Félicien Leuridant pour Annales du Prince de Ligne à Bruxelles
- 1923 : 
  - Hariett Fearing
  - Auguste Génin
  - Université de Québec et de Montréal
- 1924 : 
  - Alliance française des États-Unis
  - James Brown-Scott pour Le français, langue diplomatique moderne
  - Œuvre des Écoles d'Orient
- 1925 : 
  - R.P. Eutrope Chardavoine (1869-1944) pour Annuaire pontifical catholique
  - S. Eringa pour La Renaissance et les Rhétoriques néerlandaises
  - David Glass Larg
  - Dr Gustave Kraff
  - Gustave Lanson pour Histoire illustrée de la littérature française
  - Pr. Albert Noblet pour La poésie lyrique en France
  - Camille Roy pour Enseignement de la langue française
  - N. Serban
  - Maria Tastevin pour Les héroïnes de Corneille
  - Jean Van Dooren pour Anthologie des poètes et des prosateurs français de France et de l’étranger
- 1926 : 
  - H. Ashton pour Lettres à Mme de Lafayette et Gilles Ménage
  - Athénée Louisianais
  - Manlio Busnelli pour Diderot et l’Italie
  - Louis-Philippe Geoffrion pour Zigzags autour de nos parlers
  - Alfred C. Hunter pour J.-B. A. Suard, un introducteur de la littérature anglaise en France
  - Les Marianistes du Japon pour Étoile du matin à Tokyo
  - Henri Liebrecht et Georges Rency pour Histoire illustrée de la littérature belge de langue française
  - Roelof Murris pour La Hollande et les Hollandais au XVIIe et au XVIIIe siècles vus par les Français
  - Pierre-Georges Roy pour Archiviste de la province de Québec
  - Lucienne van de Caveye pour Petites Messines
  - Fugujiro Wakatsuki pour Légendes japonaises
  - Francis Warrington Dawson (1878-1962) pour Le sacrifice de Paul Clermont
- 1927 : 
  - Marie-Anne Cochet pour Le Sommeil du Solipsiste
  - École française de Stockholm
  - R.P.Omer Le Gresley pour L’Enseignement du français en Acadie
  - Arthur Saint-Pierre pour L’oratoire Saint-Joseph
  - Cargill Sprietsma pour Louis Bertrand, dit Alosius Bertrand
  - Sœurs de Saint-Paul de Chartres pour Ensemble de leurs œuvres
- 1928 : 
  - Jean Charlemagne Bracq
  - Morik Brin pour Les amis de la culture française en Égypte
  - Collège Sainte-Catherine d'Alexandrie
  - Alfred DeCelles
  - Louis Dumont-Wilden
  - J. L. L. d'Artrey
  - École des Filles de la Charité au Caire
  - J. Fransen
  - Renée Gentei
  - Hanuš Jelínek
  - Savinien Mérédac pour Alliance française de l’Île Maurice
  - Margaret Murray Gibb
  - Corinne Rocheleau
  - Sander Pierron
  - Société des Amis de la Sarre
- 1929 : 
  - M. Adeikalanadin
  - Nérée Beauchemin
  - Commission des monuments historiques de Québec
  - Comte Ehrensvärd
  - R.P. Alphonse Hubrecht
  - M. Hugo
  - Missions africaines de Lyon
  - R.P. J.-M. Planchet
  - R.P. Pascal Poirier
  - M. L. Poriniot
  - Revue La Roumanie Nouvelle
  - Société sélestadienne
  - Sœurs de la charité dominicaines de la Présentation
  - Paul Thieme
  - Onésiphore Turgeon
- 1930 : 
  - Alliance française de Buenos Aires
  - Abbé Blanchard
  - M. Chottin
  - Collège arménien de Samuel Moorat
  - Emilia Cuchet-Albaret
  - M. Douchan
  - Theodosia Graur
  - Virginie Hériot
  - John Hervey (1870-1947) pour Traduction des Trophées
  - M. Camille Joset
  - M. Langlois
  - M. Douchan Z. Milatchitch
  - Société des Amis des Missions
  - Société des Amis du Théâtre Classique Universitaire
  - Société des Conférences de Trèves
  - Jan Joseph Soons
  - René Taupin
  - M. Vaillancourt
  - Rodolphe van Loo
- 1931 : 
  - Laurence J. Burpee
  - Nicola Cacudi
  - Paul Champagne pour Essais et esquisses
  - Léo-Paul Desrosiers pour Nord-Sud
  - Éditions Eos pour Louis XI
  - Adolphe Hardy
  - Pasteur Krop
  - Michelle Le Normand pour Autour de la maison
  - Les Oblats de Marie
  - Lycée français de Montévidéo
  - Marie Mac’Donald pour Mécanisme des organes de la parole
  - Onelli Onello pour Sainte Hélène du Lac
  - Presse de Montréal
  - Antoine Roy pour Les lettres, Sciences et Arts au Canada
  - Yvonne Salmon
  - Charles Edward Saunders pour Essais et vers
  - Sœurs de Saint-Joseph-de-l'Apparition
  - Œuvre de "Geloff en Vrigheid" pour Ensemble de son œuvre
- 1932 : 
  - Rafael Altamira pour Histoire d'Espagne
  - Thaddée Badibanga pour L'éléphant qui marche sur les œufs
  - Le Cernéen
  - Comité de secours aux enfants russes
  - M. de Vries Feyens
  - Jacques Delamare pour Dictionnaire des termes de médecine
  - Marcel Garnier (1870-1940) pour Dictionnaire des termes de médecine
  - Edmond Joly
  - Séraphin Marion pour En feuilletant nos écrivains
  - La Revue du Liban
  - M. Sauveur
  - Ali Akbar Siassi pour La Perse au contact de l'Occident
  - Société nationale des professeurs de français en Angleterre
  - Sœur Marie Thomas d'Aquin
  - Sœurs de Notre-Dame de l'Immaculée Conception de Castres
  - Sœurs de Notre-Dame de Délivrance
  - Œuvres d'enseignement des filles de la charité en Syrie
- 1933 : 
  - Si Abder Rahmane Ben Zidane
  - Alliance française de Gênes
  - M. Cantave
  - Abbé W.-R. Castel pour La rencontre des routes. Au milieu de l'Océan indien
  - R.P. Coail
  - Comité catholique des Amitiés françaises à l'étranger
  - R.P. Cyprien
  - Ecole Française de Bruxelles
  - Église protestante française de Londres
  - Fédération britannique des Comités de l'Alliance française
  - Marcel Fort
  - Giacomo Cavallucci pour Nouvelle grammaire française
  - M. Girieud
  - Wallace Harvey-Jellie pour Le théâtre classique en Angleterre
  - Jean-Baptiste Jégo pour Le drame du peuple acadien
  - Simone de La Souchère Deléry pour France d'Amérique
  - Nestor Lascaris
  - Georges Méautis pour L'âme hellénique
  - M. J. Naccache
  - Religieuses de Saint-Vincent-de-Paul
  - Victor-Manuel Rendón pour Lorenzo Cilda
  - Gladys Renshaw pour France d'Amérique
  - Sœurs de la Présentation de Marie
  - Sœurs de la Providence de Corenc
  - Université de Liège
  - Étienne Verdier pour Nouvelle grammaire française
- 1934 : 
  - Bibliothèque historique de Saint-Louis des Français à Rome
  - Henry Percival Biggar
  - Pascal Bonetti
  - François Bouchardy
  - Sœur Rosemary Crepeau
  - Dorothy-Frances Dallas
  - Pierre Daviault
  - Edmond Duesberg (1857-1944) pour Ma Wallonie
  - Duong-Tan-Tai
  - Élisabeth Fraser
  - René Gautheron
  - Robert Edward Hart
  - René Julliard
  - Commandant Henri Lanrezac
  - Edward Larocque Tinker pour Les écrits de langue française en Louisiane
  - M. Kosta Loukovitch
  - B. Mirkovitch
  - Missions catholiques universitaires
  - Margaret Pascoe pour Les drames religieux du milieu du XVIIe siècle
  - M. Mitri Sayegh pour Précis d'histoire de Syrie
  - Séminaire Saint-Charles-Borromée
  - Supérieure des Sœurs de Notre-Dame au Canada
  - Supérieure des Ursulines au Canada
  - Sœurs de Notre-Dame des Apôtres de Lyon
  - Albert Thouaille
  - Wessie Tipping
  - Université de Montréal
  - Université de Toronto
  - Université Laval
- 1935 : 
  - Abbé François Ayoub
  - Jean-Baptiste Boulanger
  - Comité France-Amériques
  - Écoles des Sœurs de Saint-Vincent-de-Paul de Beyrouth
  - Écoles de la communauté israélite
  - Écoles du Liban
  - Abol-Hassem Foroughi
  - Ugo Giordana pour Le Jeu de sainte Marie l'Égyptienne
  - Alexandre Goulet pour Une nouvelle France en nouvelle Angleterre
  - Chanoine Jules Gross
  - Léopold Houlé pour Le presbytère en fleurs
  - Hector Khlat pour Le Cèdre et les Lys
  - Paul Labbé
  - Abbé Auguste Petigat pour Le vicaire d'Aoste
  - Robert Rumilly
  - Société bibliographique
  - Sœurs des saints Noms de Jésus et de Marie
  - Théâtre français de San Francisco
- 1936 : 
  - Antonio Aita
  - Alliance française de Copenhague
  - Josaphat Benoit
  - Burhanaddin Bey
  - Louis Blanc
  - M. J.-B. Bouvier
  - M. Brévié
  - Mme Bugeja
  - M. P.-A. Camdesus
  - Capucins de Diré-Daoua
  - Collège de Saint-Joseph d'Antoura des pères lazaristes
  - M. J. Coppens
  - Mme Grégoire Coupal
  - Amiral de Scheek
  - M. Ehlers
  - Franciscaines de Diré-Daoua
  - M. H.-J. Hardouin
  - Institut arménien des Méchitaristes
  - Institut français de Washington
  - Dorothy Knowles
  - Mme Le Goff
  - R.P. Louis Le Jeune pour Dictionnaire général du Canada français
  - M. Lhérisson
  - M. J. Mascle
  - Mina Moore
  - José Pémartin
  - Ernest Pezet pour La France sous les yeux du monde
  - M. Pin
  - Rechid Saffet Bey
  - M. Santini
  - Miloch Savkovitch
  - M. Sega Diallo
  - Supérieur des Méchitaristes arméniens
  - Helen Trudgian pour L'esthétique de Huysmans
  - Université d'Ottawa
- 1937 : 
  - Amitiés canadiennes de la Rochelle
  - Madeleine Berthier pour Œuvre des Beaux livres
  - Éditions Séquana
  - Sonia Elizabeth Howe (1871-19..) pour L'Europe et Madagascar
  - Société philopédeutique de Grèce
  - Œuvres des Pères Blancs de Ouagadougou
- 1938 : 
  - Amis de Maria Chapdelaine
  - Joseph-Henri Blanchard
  - Félix Boillot
  - Mme Chaffraix pour Dévouement aux œuvres françaises de la Nouvelle-Orléans
  - Mgr Patrice-Alexandre Chiasson (1920-1942) pour Œuvres d'enseignement du français
  - François G. J. Comeau
  - Pierre-Louis Flouquet pour Cahiers du Journal des poètes
  - Nathalie Georgevitch pour L'ambassadrice
  - Maurice Grevisse
  - Jean Haust pour Dictionnaire liégeois
  - Institut français de Varsovie
  - Abbé Ferdinand Kolednik pour Georges Koziak, janissaire slovène, de Joseph Yourchitch
  - André Laurendeau
  - Carolus-Glatigny Louvigny Testard de Montigny pour Thèse sur Maria Chapdelaine
  - Alberto Mackenna Subercaseaux
  - Arthur Martial (1899-1951) pour Grand Port
  - Arthur Melanson pour Réorganisation du journal acadien "La voix d'Évangéline"
  - Wilfrid Morin pour Publications en langue française
  - Maximilien Quénum pour Au pays des Fons
  - Alfred Roy
  - Félix-Antoine Savard pour Menaud, maître-draveur
  - R.P. Georges Simard pour Publications en langue française
  - Albert Sormany pour Création de la caisse écolière d'Acadie
  - Alphonse Sormany
  - Stavros Stavrino
- 1939 : 
  - Abbé Auguste Allard
  - Jeanne Arcache pour L'Émir à la Croix
  - Wilfrid Beaulieu pour Le Travailleur
  - Marius Besson pour L'Église et l'Imprimerie
  - Sœur Mary Camille Bowe (1903-1994) pour François Rio
  - Joseph Médard Carrière pour Folklore français du Missouri
  - François G. J. Comeau
  - Juge Constantineau
  - Eugène Conti pour Dictionnaire des lettrés à l'usage des Annamites
  - R.P. d'Amours
  - R.P. Dominique Dahane pour Liturgie chaldéenne
  - Albert Dauzat pour Œuvre lexicographique et œuvre poétique
  - Nicolas Doutchef pour Études bulgares
  - Camille Dudan pour Le français et la formation de notre jeunesse
  - Arno Fellman pour Voyage en Orient du roi Erik Ejegod
  - Robert Edward Hart
  - Paul Hazoumé pour Doguicimi
  - Athanase Ilief pour Mysticisme et connaissances
  - L'École des lettres de Port au Prince
  - La supérieure de l'Hôtel-Dieu de Québec
  - Dom Félix-M. Lajat pour Le lazaret de Tracadie
  - R.P. Lapalme
  - Georges Le Bidois et Robert Le Bidois pour Syntaxe du français moderne
  - Dr Émile Le Blanc
  - Omer Le Gresley
  - Le petit théâtre français de Houston
  - Eugen Lerch pour Historische französische Syntax
  - Les Amis de la culture française en Égypte
  - Robert Loup pour Un conteur gruyérien, Pierre Sciobéret 1930-1876
  - Tien Lang Nguyen (1910-1976) pour Indochine la douce
  - Clovis Piérard
  - Pham Quynh pour Essais franco-annamites
  - Revue Le Maroc catholique
  - Ringuet pour Trente arpents
  - R.P. Jeromos Szalay pour Grammaire française à l'usage des Hongrois
  - M. Tran-Van-Tung (1915-....) pour Aventures intellectuelles
  - Kennett Urwin pour Georges Chatelain
  - Jean-Marie-Rodrigue Villeneuve pour Le fait français en Amérique
  - Vũ-Dinh-Hai pour Dictionnaire des lettrés à l'usage des Annamites
  - Fouad Abi Zayd pour Poèmes de l'été
- 1940 : 
  - Sœur Céleste
  - Comité France-Acadie
  - Pierre d’Arvel
  - Louis d'Entremont pour La défense de la Légation de France
  - Sœur Jeanne-Louise
  - Raymond Jégaden
  - Sœur Langevin
  - Sœur Marie Saint-Alfred
  - Walter Ravez
  - Sœur Savoie
  - M. Tao-Kim-Hai
  - Sœur Thérèse de Lisieux
  - Jean-Paul Vaillant
- 1942 : 
  - Paul Champagne
  - Adolphe Costa du Rels pour Histoire spirituelle de la France
  - Maurice Flamand
- 1944 : 
  - Benjamin Vallotton
- 1945 : 
  - Serge Barrault
- 1946 : 
  - Pierre Angelesco pour Histoire du peuple français, de Nicolas Jorga
  - Jean Bruchési
  - R.P. Georges Gorrée (1908-1977) pour Les amitiés sahariennes du Père de Foucauld
  - Charles Gos
  - Frédéric Jaccard pour Saint-Cyran
  - Roger Lemelin
  - Carolus-Glatigny Louvigny Testard de Montigny pour Contes du Québec
  - Revue Le Bayou
  - Gabrielle Roy
  - Renée Simon pour Henri de Boulainviller
- 1947 : 
  - Camille Aboussouan
  - Thérèse de Salaberry pour Michel aux yeux d'étoiles
  - Jacqueline Dupuy
  - René Guillot
  - Pie XII
  - Ringuet pour L'héritage et autres contes. Le monde était leur empire
  - Henry Vallotton
- 1948 : 
  - Dantès Louis Bellegarde
  - Joseph Médard Carrière
  - Compagnie des Théophiliens
  - Institut canadien de Québec
  - Maurice Maeterlinck
  - Adrien Pouliot
  - Recteur de l'université de Montréal
  - Noëlle Roger
  - M. Taylor
- 1949 : 
  - Antonio Aniante
  - Joseph Bréan
  - Mme Butès-Batcheller
  - André François-Poncet
  - Ville d'Haïti
  - Robert Edward Hart
  - Raymonde de Kervern
  - Gustave Lanctot
  - Léopold Levaux
  - Lycée Chateaubriand à Rome
  - Caracciolo Parra Pérez
  - Henri-Jacques Proumen
  - Henri Thiollier
- 1950 : 
  - Jacques Bardoux
  - Henri Blanchenay pour L'Appel
  - Timoléon Brutus
  - Robert-Benoît Chérix pour Commentaires des "Fleurs du mal"
  - Michel Chiha
  - Charles Corm
  - Adolphe Costa du Rels
  - Valère Gille
  - Louis Meylan pour Les Humanités et la Personne
  - Ringuet
  - M. Stavro Stavri
  - M. Taha-Hussein Bey
  - M. Tran-Cuu-Chan
  - Mario Turiello
  - Henry Vallotton
- 1951 : 
  - Amitiés françaises belges
  - Baron de Zuylen pour Revue de la Pensée française
  - François Denîu pour Travaux d'enseignement du français en Amérique
  - Hélène Harvitt pour French review
  - Philip Kolb pour Œuvre de Proust
  - Les grandes conférences catholiques belges
  - Arthur Maheux
  - Raphaël Soriano pour Journal d'Égypte
- 1952 : 
  - Mgr Savart
- 1953 : 
  - R.P. J.-M. Martin pour Dictionnaire franco-japonais
  - Service des émisssions en langue française
- 1954 : 
  - M. Djivré
  - Diego Valeri
- 1955 : 
  - Académie de Strasbourg pour Corps enseignant d’Alsace
  - John Clark pour Travaux sur Brunetière
  - M. Coutousis
  - S.E.M. l’ambassadeur Jean Désy
  - Miron Grindea pour Revue Adam
  - Institut français d’Athènes
  - R.P. Napoléon Landry pour Poèmes de mon pays
- 1956 : 
  - Clément Charoux
  - M. Costa de Loverdo
  - Anne-Paul du Bourg
  - Jacques Duchesne-Guillemin
  - Anne Fontaine
  - Adel Ismaïl
  - Ernest Lémonon pour Revue de Culture française
  - Georges Méautis pour Contes neuchâtelois (?)
  - Jean Moscatelli
  - Revue du Tanka international
- 1957 : 
  - Réchid Saffet Atabinen
  - Chanoine Marcel Michelet (1906-1989) pour L’Imitation de Jésus-Christ
  - Madeleine Remacle pour L’élément poétique dans Proust
- 1958 : 
  - Louis-Alexandre Bélisle pour le Dictionnaire général de la langue française au Canada
  - Maurice Bruézière pour Langue et civilisation françaises. Cours de langue et de civilisation françaises
  - Jacqueline Dupuy pour Le Sabre d’Arlequin
  - Charles Fournet (1899-1979) pour Ouvrages sur Lamartine
  - Mgr Basile Homsy pour Les Capitulations et la protection des chrétiens au Proche-Orient
  - Gaston Mauger pour Langue et civilisation françaises. Cours de langue et de civilisation françaises
  - Sœur Marie Michel-Archange pour Par ce signe tu vivras
  - Marcial Retuerto pour Dans le temps et dans l’espace
  - Alphonse C. Vinescou pour Nous sommes tous victimes du monde artificiel
- 1959 : 
  - Nicole Houssa (1930-1959) pour Le souci d’expression chez Colette
  - Adrien de Meeûs pour Histoire des Belges
  - Henri Morier pour La psychologie des styles
  - Khiem Pham-Duy
  - Albert Tessier pour l'ensemble de son œuvre et de son influence française au Canada
- 1960 : 
  - Wilfrid Beaulieu
  - Bon parler français (Canada)
  - Roger Brien
  - Pol Comiant
  - Paul Delsemme
  - Mlle Lepetit
  - Les jésuites de Winnipeg
  - M. M. Levesque
  - Ivan Oumow pour Offrande. Oiseaux de passage
  - M. Pilain
  - Vittorio Piscolla
- 1961 : 
  - Marie-Claire Blais
  - Édouard Gemayel
  - Ange Gilles
  - Carmen Maria
  - Marcello Spaziani
  - Zamel Zebdi
- 1962 : 
  - Georges-Émile Lapalme
  - Jean Lesage
  - Rouben Mélik pour Le veilleur de pierre
  - Georges Raeders (1896-1980) pour Bibliographie franco-brésilienne
- 1963 : 
  - Pr. Amzalak
  - M. Bloch-Bauer
  - R.P. Georges Cadel (1911-1997)
  - Choucri Cardahi
  - Sadi de Gorter
  - Hector Khlat
  - Pr. C.-Y. Le Pollès
  - S.M. la reine Marie-José d'Italie pour Histoire de la maison de Savoie
  - Abbas Massoudi
  - Henri Perrochon
  - Léopold Sédar Senghor
- 1964 : 
  - Académie Berrichonne
  - Académie Mauritienne
  - Association Défense de la Langue française
  - Victor Barbeau pour Le Français du Canada
  - Henry Bardon (1910-2003) pour Le génie latin
  - Denise Basdevant (1911-2006) pour De monts en merveilles
  - Pr. Midhat Begić
  - Lauro-Aimé Colliard pour Le français sans peine
  - Jacques Duron pour Langue française, langue humaine
  - Jacques Rousseau pour Les gens qu’on dit sauvages
- 1965 : 
  - Julien Adicéam
  - Meija Lehtonen
  - Roger Lemelin
  - Georges Pratsicas pour l'ensemble de son œuvre
  - Ortensia Ruggiero
  - Kjell Strömberg (1893-1975) pour Les Suédois en France
  - Léon Van Vassenhove pour Essais sur la littérature autrichienne
- 1966 : 
  - Anneliese Kaltenbach
  - Louis Kukenheim
  - Maurice Lebel
  - Paul VI
  - Henry Vallotton
- 1967 : 
  - Marcel Guinand pour l'ensemble de ses travaux
  - Jiri Konupek pour Travaux, essais critiques et traductions en tchèque
  - Salvador de Madariaga
  - Ibrovac Miodrag (1885-1976) pour Claude Fauriel et la fortune européenne des poésies populaires grecques et serbes
  - Pericle Patocchi pour Ouvrages en français
- 1968 : 
  - Marc Chesneau pour l'ensemble de son oeuvre
  - Lucien Christophe pour l'ensemble de son oeuvre
  - Lionello Fiumi pour l'ensemble de son oeuvre
  - Alain Grandbois pour l'ensemble de son oeuvre poétique
  - Luigi Losito pour Culture française
  - Gonzague de Reynold pour l'ensemble de son oeuvre
- 1969 : 
  - Paul Costandinidi
  - Gérard Dagenais
  - Albert Doppagne pour Revue "Langue et Administration"
  - Eldon Kaye
  - Jean Price Mars
  - André Rais
  - Diego Valeri
- 1970 : 
  - Association des écrivains scientifiques de France
  - Suzanne Balous pour L’action culturelle de la France dans le monde
  - Paul Ginestier (1922-1990)
  - Institut néerlandais de Paris
  - Solange de La Baume
  - Alain Rey pour Littré, l’humaniste et les mots
  - Aage Schousgaard
- 1971 : 
  - Mme de Filippi
  - Franco Simone
- 1972 : 
  - Hélène Bourgeois-Gielen, Albert Doppagne et Joseph Hanse pour Chasse aux Belgicismes
  - Mme Hellas Ducas
  - Jean Eeckhout
  - Mme Melahat Menemencioglu pour Paroles vivantes
  - Henri Perrochon pour Esquisses et découvertes
- 1973 : 
  - Marguerite La Follette
  - Mario Maurin
  - M. Suberville
  - Mme Adela C. de Waelti
- 1974 : 
  - Evángelos Avéroff
  - Geneviève de la Tour Fondue-Smith
  - ORTF (Secrétariat permanent du langage)
- 1975 : 
  - Amadou Hampâté Bâ
  - Théodore Grivas pour Traduction des poèmes de Gavagy
  - Georges Sion
  - Alfa Ibrahima Sow pour Classiques africaines
- 1976 : 
  - Claude-Philippe Bodinier
  - Jean Fanchette
  - Jeanne Tsatsos
- 1977 : 
  - Constantin Gabrielidis
  - Eric Gans
  - Jacques Lecornec
- 1979 : 
  - Jorge Luis Borges
- 1980 : 
  - Arlette Bain pour Une goutte d’eau fraîche
  - René Coulet du Gard (1919-....) pour Les fruits verts
- 1981 : 
  - Jeanne Hadzinicoli pour l'ensemble de son œuvre
  - Dr Kissoonsingh Hazareesingh (1909-1993) pour l'ensemble de son œuvre sur l’Île Maurice
- 1982 : 
  - Giuseppe Congestri pour l'ensemble de son œuvre
  - Gueorgui Djagarov (1925-1995) pour Les oiseaux volent contre les vents
  - Nancy Markham pour L’Hermine et la Balance
  - Mario Mormile pour Voltaire linguistique et la question des auteurs classiques
- 1984 : 
  - Xavier Deniau pour La Francophonie
  - M. Ange S. Vlachos (1915-2000) pour Traduction des Poèmes, de Constantin Cavafy